# 由良內站
由良內站（日语：／ Yurauchi eki */?）是位於和歌山縣日高郡由良町大字網代，日本國有鐵道紀勢本線貨物支線的貨運車站（廢站）。

## 歷史
為了把紀勢本線（當初為紀勢西線）延長至日高郡方向，當時的由良村發起了運動以吸引鐵路線建設至當地，東內原村也有相關運動。這是由於如果鐵路不通過由良村的話，該村便會變成陸路孤島，因此由良村十分努力，以吸引當局把鐵路線建設至當地。當中決定建設鐵路線至當地的因素是由良該處設有大分水泥由良工場，加上由良港是一座良好的港口，因此決定鐵路線途經由良村。最後在1925年（大正14年）12月，湯淺至紀伊由良之間的鐵路線開始動工。
但是車站距離村中心和港口較遠，造成村民不便，同時擔憂港口會因此衰弱。在同年12月18日，當地向鐵道省請願，希望建設臨港鐵道至港口處。當中理由是由良港是該地區唯一的良港，在本州與四國之間，該港距離小松島港之間是其中一條最短路線，該處也設有大分水泥由良工場，同時該處可作為紀南工業地域的外港，以及紀勢本線的煤炭儲存場功能。因此，由良港把一部分（約7,000坪）地方開拓用作煤炭儲存場，開荒費用為68,000日圓，為村的三年預算。另外也建設可讓1萬公噸級的泊位。而在填海土地中的約1,000坪實際提供給鐵道省作煤炭儲存之用，同時建設臨港鐵道。
最後在1928年（昭和3年）10月28日，湯淺站至紀伊由良站之間開通。在11月起開始建設臨港線和貨運車站，該路線從紀伊由良站分支，連接至港口。在1929年（昭和4年）4月21日，紀伊由良站至御坊站之間開通，同日由良内站也同時啟用。當時的車站名稱讀法為「ゆらのうち」，而地址是在由良村大字阿戶。公里數方面，紀伊由良至由良内之間為1.2英里（約1.92公里）。在1930年（昭和5年）4月1日實施米制時變為2.0公里。在1946年（昭和21年）日本國鐵發行的資料中，車站讀法定為「ゆらのうち」。在1952年（昭和27年）的資料中，車站讀法定為「ゆらうち」。在該期間於何時修改已經不可考。而當時該站是紀勢西線的車站。
在由良內站啟用後，如當初預定一樣，該站主要用作儲存煤炭之用，但是也運作運送一般貨物。主要起卸物資包括煤炭、水泥、農作物和魚乾等，對於當地產業造成重大影響。在1937年（昭和12年）起，新增了運送軍備前往站旁的紀伊防備隊。在戰爭期間，在吹井地區建設了陸軍燃料貯存所，此站也運送相關物資。
在戰後的1946年（昭和21年）12月發生昭和南海地震，地震引發海嘯，使站舍受損，路軌、月台等鐵路設備，以及鐵路貨物也被沖走，一些漁船等船隻被沖到路軌上。當局出動5,000人進行修復工程。在1947年（昭和22年）4月起開始運送復員軍人。在1953年（昭和28年）發生紀州水災使紀勢本線不能通行，下津站至由良內站至紀伊田邊站之間需要使用船隻代行。在1959年（昭和34年）7月15日，紀勢本線全線開通，路線名稱由紀勢西線改為紀勢本線。
此站的煤炭儲存所隨後繼續為紀勢本線周邊機車提供燃料。後來隨著無煙化的進展，煤炭需要減少。在1961年（昭和36年）6月與大阪櫻島站的煤炭儲存所合併，關西地方資材部由良內配炭所廢除。後來由於國鐵的貨運需求減少，在1968年（昭和43年）6月1日，由良内站及臨港貨物線被廢除。上述提及，在此站開設時的地址是大字阿戶，在廢除前2年的1966年（昭和41年），當時的地址為大字網代。在廢除後，貨物線變為了縣道。

### 年表
- 1929年（昭和4年）4月21日：由良内站啟用，當時為貨運車站[2][7]。
- 1942年（昭和17年）4月1日：開設行李起卸業務（只限雜誌）[2]。
- 1946年（昭和21年）12月：發生昭和南海地震使車站受損[9]。
  - 1946年至1952年之間，車站讀法由「ゆらのうち」變為「ゆらうち」[2]。
- 1953年（昭和28年）：發生紀州水災，此站實施代行運輸[9]。
- 1954年（昭和29年）9月1日：結束起卸行李[2]。
- 1959年（昭和34年）7月15日：所屬路線由紀勢西線改為紀勢本線[8]。
- 1961年（昭和36年）6月：站內的國鐵儲存煤炭所關閉[11]。
- 1968年（昭和43年）6月1日：由良內站被廢除[2]。

## 車站構造
車站是位於由良港岸邊與由良川之間的地方。截至1944年（昭和19年）12月的配線圖，從由良方向進站時的本線設有三條分支，從北邊起為1號線、2號線和3號線。1號線和2號線全長147.3米，3號線全長66.0米。在末端也設有濱1號線和濱2號線。在路軌北邊設有貨棚，南邊設有由良内煤炭分配站和由良內站舍。

## 相鄰車站
日本國有鐵道
紀勢本線（貨物支線）
紀伊由良－（貨）由良內

## 注腳
1. 1 2  《停車場一覧 昭和41年3月現在》 p.98（國立國會圖書館數碼化收藏）
2. 1 2 3 4 5 6 7 8 9 10 11  《停車場変遷大事典 国鉄・JR編》2 p.383
3. ↑  《日本の地方鉄道網形成史》p.224
4. ↑  《日本の地方鉄道網形成史》pp.224 - 225
5. 1 2 3  《由良町誌 通史編 下卷》p.42
6. ↑  《由良町誌 通史編 下卷》p.37
7. 1 2  「鐵道省告示第76號」《官報》1929年4月17日（國立國會圖書館數碼化收藏）
8. 1 2 3  《停車場変遷大事典 国鉄・JR編》1 pp.188 - 189
9. 1 2 3 4 5  《由良町誌 通史編 下卷》p.43
10. ↑  《由良町誌 通史編 下卷》p.57
11. 1 2  《由良町誌 通史編 下卷》pp.43 - 44
12. 1 2  《由良町誌 通史編 下卷》p.44